# Lógica quântica

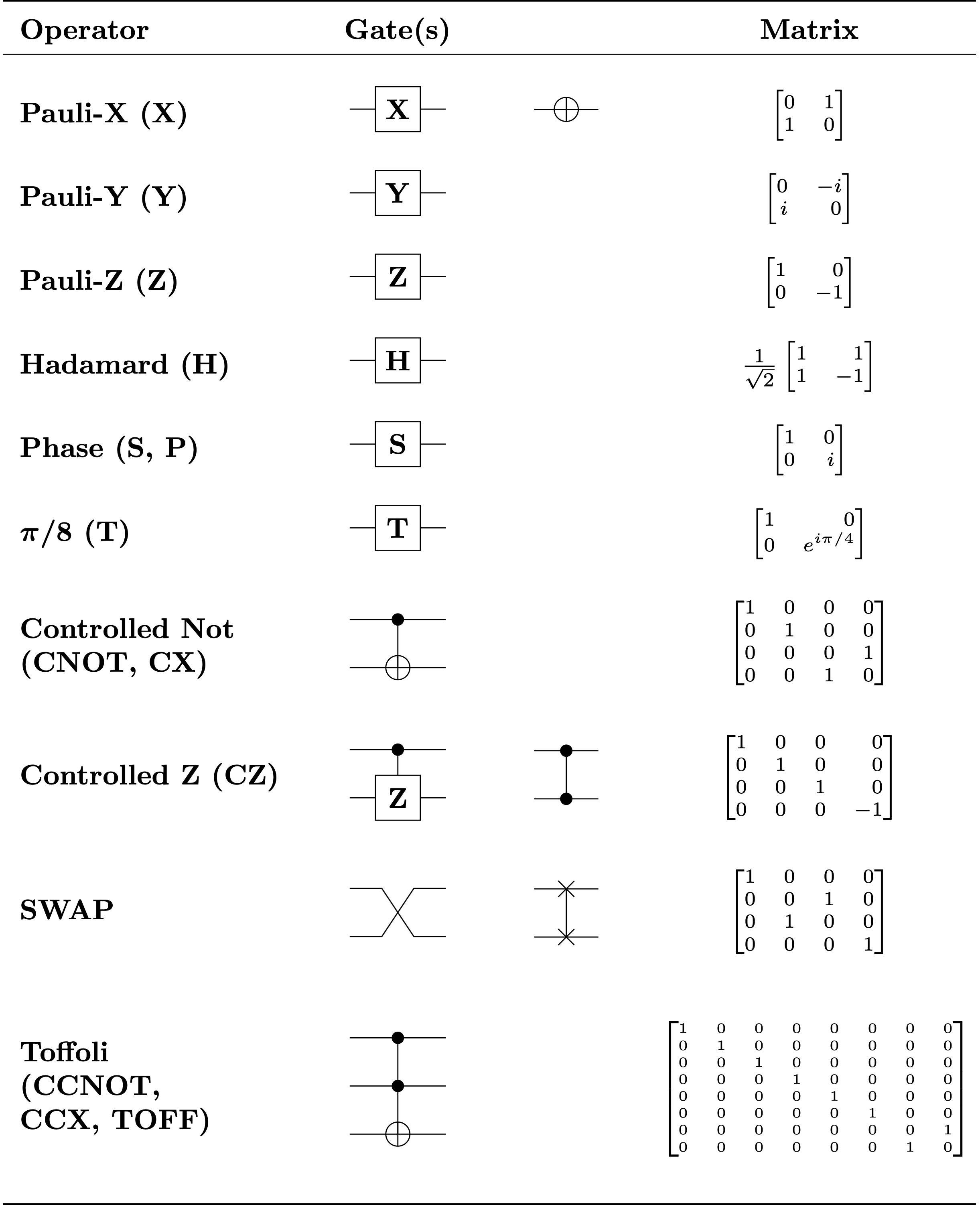
Portas lógicas quânticas comuns por nome, forma(s) de circuito e matrizes.

Em Física Matemática, lógica quântica é um conjunto de regras para o raciocínio relativo a uma classe proposições para as quais os princípios da teoria quântica são considerados. Esta área de pesquisa e este nome originaram-se em uma publicação de 1936 de Garrett Birkhoff e John von Neumann, que tentaram reconciliar a aparente inconsistência da lógica booleana clássica com os fatos relacionados as medições de variáveis complementares na mecânica quântica, tais como a posição e o momento.
A lógica quântica pode ser formulada como uma versão modificada da lógica proposicional ou como uma lógica de muitos valores não comutativa.  Dentro das propriedades que claramente a distinguem da lógica clássica,encontra-se a falha da lei distribuitiva da lógica proposicional.
p e (q ou r)  = (p e q) ou (p e r),
Onde os símbolos p, q e r são variáveis proposicionais. Para ilustrar como a lei distribuitiva falha, considere-se uma partícula movendo em uma reta e tendo:
p = "a partícula está se movendo para a direita"
q = "a partícula está no intervalo [-1,1]"
r = " a partícula não está no intervalo [-1,1]"
Se a proposição "q ou r" é verdadeira, então
p e (q or r) = p
Por outro lado,  as proposições "p e q" e "p e r" são ambas falsas, desde que elas se referem simultaneamente a valores de posição e momento, o que  não é permitido pelo principio da incerteza. Então,
(p e q) ou (p e r) = falso
Portanto a lei distributiva falha.